# Троїсті музики

Троїсті музики

Сучасні троїсті музики

Трої́сті музи́ки — народний інструментальний ансамбль, у складі якого були або скрипки, басолі (баса) та бубни (в центральних областях), або скрипки, цимбали, бубни, фрілки, денцівки та баяни (акордеони) (у західних областях).
Вперше згадуються в Україні в кінці XVII — початку XVIII століття.
Троїсті музики відігравали важливу роль у побуті українського села: на народних святах, весіллях, ярмарках тощо. Виконували переважно танцювальні і пісенні мелодії.

## Живописні роботи з Троїстими музиками
- Вадим Одайник «Троїсті музики» (1972) *"Троїсті музики"
- Вадим Одайник «Гуцульські музики» «Гуцульські музики»[недоступне посилання з липня 2019]
- Вадим Одайник «Музики» (чеканка) «Музики»
- Вадим Одайник «Музика» (малюнок) (1977) «Музика»